# ネロリドール
ネロリドール（英: Nerolidol）はセスキテルペンの一種。シス型、トランス型の異性体がある。天然にはネロリ、イランイラン、ペルーバルサムなどの精油中に存在する。

## 用途
花、木を想起させる香気を持ち、ライラックやジャスミンなどのフレグランスの調合原料、石鹸や洗剤の香料として用いられる。ファルネソールやビタミンE、Kの中間体ともなる。

## 製法
まずリナロールにジケテンを作用させてゲラニルアセトンを作る。これにアセチレンを反応させて得たデヒドロ体をリンドラー還元させることにより、ネロリドールのシス型・トランス型混合物が得られる。日本の消防法では、危険物第4類第3石油類（非水溶性）に区分される。